# Hololepidella alba
Hololepidella alba är en ringmaskart som beskrevs av Hartmann-Schröder 1981. Hololepidella alba ingår i släktet Hololepidella och familjen Polynoidae. Inga underarter finns listade i Catalogue of Life.